# Кампањана (Прато)
Кампањана је насеље у Италији у округу Прато, региону Тоскана.
Према процени из 2011. у насељу је живело 27 становника. Насеље се налази на надморској висини од 439 м.